# Оґава (Наґано)

36°37′1″ пн. ш. 137°58′28″ сх. д. / 36.61694° пн. ш. 137.97444° сх. д.
Оґа́ва (яп. 小川村, おがわむら, МФА: [ogawa muɾa]) — село в Японії, в повіті Камі-Міноті префектури Наґано. Станом на 1 квітня 2009 площа села становила 58,07 км². Станом на 1 липня 2011 населення села становило 2983 осіб.